# Protocolo de Chaum-Pedersen
El protocolo de Chaum-Pedersen es un algoritmo que permite probar la igualdad del resultado de calcular el logaritmo discreto entre dos parejas de números. Formalmente el protocolo permite que un probador P pueda probar a un verificador V que las parejas {\displaystyle (g,y)} y {\displaystyle (m,n)} cumplen la siguiente propiedad {\displaystyle \log _{g}y=\log _{m}n}.

## Descripción del protocolo
El protocolo es muy similar Algoritmo de identificación de Schnorr y tiene el mismo fundamento. Dadas las parejas {\displaystyle (g,y)} y {\displaystyle (m,n)}, el protocolo consta de los siguientes pasos:
1. P escoge de forma aleatoria un valor {\displaystyle c\in Z_{q}=0\geq a\geq q-1}, y envía a V {\displaystyle U=g^{c}(\mod p)} y {\displaystyle V=m^{c}(\mod p)}
2. V envía a P un desafío aleatorio {\displaystyle e\in Z_{q}}
3. P calcula {\displaystyle s=c+xe\ (mod\ q)} y envía {\displaystyle s} a V
4. V verifica que {\displaystyle U=g^{s}y^{e}(\mod p)} y {\displaystyle V=m^{s}n^{e}(\mod p)}